# Alessandro Pirzio Biroli

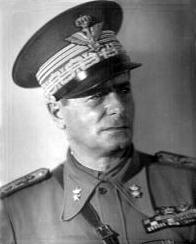
Alessando Pirzio Biroli

Alessandro Giuseppe Maria Pirzio Biroli (* 23. Juli 1877 in Campobasso; † 20. Mai 1962 in Rom) war ein italienischer General (italienisch Generale d’Armata) und Olympiateilnehmer im Fechten.

## Leben

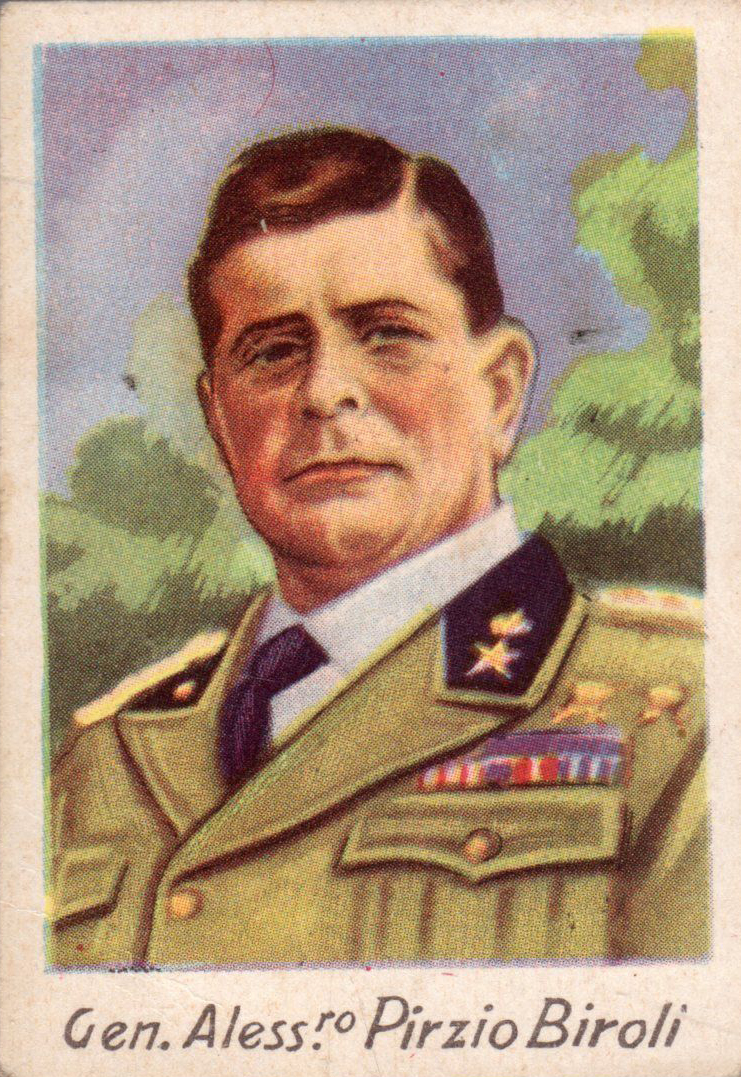
General Alessandro Pirzio-Biroli (1930er-Jahre)

Aus einer Familie mit militärischer Tradition stammend, trat Biroli früh in die Armee ein. Er nahm mit der italienischen Fechtmannschaft an den Olympischen Sommerspielen 1908 teil, wo er im Mannschaftswettbewerb im Säbelfechten eine Silbermedaille gewann.
Beim italienischen Eintritt in den Ersten Weltkrieg (1915) bekleidete er den Rang eines Hauptmanns. Im Verlauf des Krieges wurde er mehrfach befördert: Er war unter anderem ab 1917 Stabschef einer Division und im Jahre 1918 wurde er Kommandant des 8. Bersaglieri-Regiments. Zwischen 1921 und 1927 befehligte er eine militärische Mission in Ecuador. Anschließend war er bis 1932 Generalinspekteur der Schnellen Truppen.
Von 1935 bis 1936 nahm Biroli als kommandierender General des eritreischen Korps am Abessinienkrieg teil und war anschließend bis Dezember 1937 Gouverneur der Provinz Amhara in Italienisch-Ostafrika.
Biroli wurde 1941 zum Oberbefehlshaber der italienischen 9. Armee bestellt und war 1941 bis 1943 Gouverneur im Unabhängigen Staat Montenegro. Mussolini betraute ihn am 25. Juli 1941 mit der zivilen und militärischen Verwaltung in Montenegro und bestellte ihn im Oktober 1941 zum Gouverneur von Montenegro.
Den Aufstand in Montenegro von 1941 ließ er mit Gewalt niederschlagen. Im Jahr 1942 befahl er die Erschießung von 50 Geiseln für jeden getöteten italienischen Soldaten und die Erschießung von 10 Geiseln für jeden verwundeten italienischen Soldaten. Folgender Ausspruch an seine Soldaten wird ihm zugeschrieben: „Ich habe gehört, dass ihr zuhause gute Familienväter seid. Das ist gut zuhaus, aber hier nicht. Hier könnt ihr stehlen, morden und vergewaltigen wie ihr wollt!“
Biroli wurde persönlich für die Exekutionen und die Tyrannei an der Bevölkerung von Montenegro verantwortlich gemacht.
Er stand relativ weit oben auf der Liste der Kriegsverbrecher der UN-Kriegsverbrecherkommission, wurde aber nie angeklagt und verurteilt.